# Арсиноя I
Арсиноя I (др.-греч. Άρσινόη; около 300 года до н. э. — после 274 года до н. э.) — родилась в семье правителя Фракии Лисимаха. В промежутке между 285 и 281 годами до н. э. девушку выдали замуж за сына царя Египта Птолемея, также Птолемея. В браке она родила трёх детей, в том числе и будущего царя Птолемея III. После смерти отца и тестя, Птолемей II сослал впавшую в немилость супругу в ссылку, официально в связи с участием в заговоре. По мнению современных историков, ссылка Арсинои I была связана не с заговором, а с желанием Птолемея II взять в жёны другую женщину — Арсиною II, а также интригами при дворе египетского царя.

## Биография
Арсиноя родилась в семье правителя Фракии Лисимаха. По мнению ван Оппена, её рождение следует датировать временем «незадолго до 300 года до н. э.», К. Беннета — периодом между 305 и 295 годами до н. э. Если имя отца Арсинои не вызывает сомнений, то относительно матери в историографии существует несколько противоречивых версий. Наиболее вероятно, матерью Арсинои была дочь наместника Македонии Антипатра Никея, которую выдали замуж за Лисимаха около 322 года до н. э. Возможно, она родилась у Лисимаха от Амастриды или дочери Птолемея I Сотера Арсинои, или знатной одрисиянки, однако эти версии неубедительны.
В промежутке между 285 и 281 годами до н. э. девушку выдали замуж за сына Птолемея I и наследника престола Птолемея II. Свадьба детей двух монархов ознаменовывала заключение направленного против Селевка союза. В этом браке Арсиноя родила трёх детей — Птолемея, Лисимаха и Беренику. Согласно предположению ван Оппена, Птолемей родился между 283 и 281 годами до н. э., Лисимах — около 281/280 года до н. э., Береника — около 279 года до н. э. Через некоторое время Арсиною обвинили в заговоре с Аминтой и неким родосским врачом Хрисиппом против царя и отправили в изгнание в Коптос. Возможно, вместе с ней изгнали также дальнюю родственницу Птолемея II Феоксену. Точная дата ссылки Арсинои неизвестна, однако она несомненно началась до второй свадьбы Птолемея II в 274 году до н. э. Возможно, ссылка Арсинои была связана не с заговором, а с желанием Птолемея II жениться на своей сестре, также Арсиное. Ещё одним фактором, который способствовал ссылке Арсинои, была смерть её отца Лисимаха. На момент свадьбы Арсинои и Птолемея II он был одним из наиболее влиятельных правителей Древнего мира. После его гибели в битве при Курупедионе 281 года до н. э. Арсиноя утратила как поддержку со стороны влиятельного отца, так и значение при египетском дворе.
Во время археологических раскопок в Коптосе была обнаружена базальтовая плита с именем Арсинои. В ней она названа женой царя, но имя не помещено в характерный для представителей царской династии картуш. После ссылки имя Арсинои было вычеркнуто из официальных документов, то есть она была предана одной из форм Damnatio memoriae, а её дети официально усыновлены новой супругой Птолемея II Арсиноей II. Это сделало её «наименее известной из всех птолемеевских цариц». С. Мюллер отмечала, что несмотря на смерть отца многочисленные родственники Арсинои продолжали играть важную роль в политике средиземноморских держав. Среди них был и двоюродный брат Арсинои царь Македонии Антигон II Гонат, с которым Птолемей II не хотел портить отношения. Также Арсиноя была матерью детей царя и гипотетически могла бы участвовать в очередном заговоре. Поэтому в Коптосе она находилась под постоянным присмотром должностных лиц на службе у Птолемея II (согласно данным эпиграфики, таковым некоторое время был некий Сененшепсу). Ван Оппен подчёркивал, что Коптос был большим городом и важным торговым центром в Древнем Египте. Жизнь Арсинои I во дворце, хоть и под присмотром должностных лиц, по мнению историка, следует интерпретировать как «отставку», а не «ссылку». Среди причин, по которым Птолемей II сохранил жизнь впавшей в немилость супруге, Э. Кэрни выделила отношения царя с престолонаследником. Казнь матери могла рассорить Птолемея II с сыном, в связи с чем он решил сохранить Арсиное жизнь.
В 1821 году Б. Г. Нибур предположил, что Арсиноя бежала из Коптоса в Кирену, приняла имя Апамы, вышла замуж за местного правителя Магаса и спровоцировала начало войны между Киреной и Египтом. В современной историографии данная гипотеза отвергнута. По мнению В. Хеккеля, гипотеза Б. Г. Нибура основана на ошибочном именовании супруги Магаса Апамы Арсиноей у Юстина.